# Bài toán mã đi tuần

Một hành trình của quân mã trên bàn cờ.

Lời giải bài toán trên bàn cờ 5 x 5.

Mã đi tuần hay hành trình của quân mã (Tiếng Anh: Knight's tour) là bài toán về việc di chuyển một quân mã trên bàn cờ vua (8 x 8). Quân mã được đặt ở một ô trên một bàn cờ trống, nó phải di chuyển theo quy tắc của cờ vua để đi qua mỗi ô trên bàn cờ đúng một lần.
Có rất nhiều lời giải cho bài toán này, chính xác là 26.534.728.821.064 lời giải trong đó quân mã có thể kết thúc tại chính ô mà nó khởi đầu.
Một hành trình như vậy được gọi là hành trình đóng. Có những hành trình, trong đó quân mã sau khi đi hết tất cả 64 ô của bàn cờ (kể cả ô xuất phát), thì từ ô cuối của hành trình không thể đi về ô xuất phát chỉ bằng một nước đi. Những hành trình như vậy được gọi là hành trình mở.
Nhiều biến thể của chủ đề này được các nhà toán học nghiên cứu, trong đó có nhà toán học Euler. Các biến đổi có thể theo các hướng:
- Thay đổi kích thước bàn cờ
- Biến thành trò chơi hai người theo tư tưởng này
- Giảm nhẹ các yêu cầu trên đường đi của quân mã

Bài toán mã đi tuần là một dạng của bài toán tổng quát hơn là bài toán tìm đường đi Hamilton trong lý thuyết đồ thị, là một bài toán NP-đầy đủ. Bài toán tìm hành trình đóng của quân mã là một bài toán cụ thể của bài toán tìm chu trình Hamilton.
Hành trình của quân mã trên nửa bàn cờ đã được giới thiệu dưới dạng thơ trong một tác phẩm tiếng Phạn.
Giải thuật đầu tiên đầy đủ cho bài toán về hành trình của quân mã là Giải thuật Warnsdorff, công bố lần đầu năm 1823 bởi H. C. Warnsdorff.

## Định lý Schwenk
Cho bàn cờ m × n bất kỳ với m nhỏ hơn hoặc bằng n, không có hành trình đóng nào của quân mã nếu một trong ba điều kiện dưới đây xảy ra:
1. m và n đều là lẻ
2. m = 1, 2, hoặc 4; n khác 1
3. m = 3 và n = 4, 6, hoặc 8

### Điều kiện 1
Dễ dàng chứng minh rằng khi điều kiện 1 thỏa mãn, không thể có hành trình đóng của quân mã.
Trên bàn cờ vua, các ô đen và trắng xen kẽ nhau, một quân mã luôn đi từ một ô tới ô khác màu.
Vì m và n đều là lẻ nên khi đó số các ô đen và trắng trên bàn cờ là khác nhau. Chẳng hạn bàn cờ 5×5 có 13 ô đen và 12 ô trắng.
Một đường đi đóng của quân mã phải có số ô đen và trắng bằng nhau, tổng số ô trên mọi hành trình đóng là số chẵn. Do đó một hành trình đóng không thể đi qua mỗi ô đúng một lần khi số các ô trên bàn cờ là số lẻ.

### Điều kiện 2
Điều kiện 2 xảy ra khi độ dài cạnh ngắn là 1, 2, hoặc 4, cũng không thể có đường đi đóng.
Dễ thấy rằng khi m = 1 hoặc 2 không thể có hành trình của quân mã: quân mã không thể đi qua mọi ô (trừ trường hợp bàn cờ 1x1).
Cũng có thể thấy rằng bàn cờ 4 × n  không có hành trình đóng của quân mã.
Giả sử một bàn cờ kích thước 4 × n có một hành trình đóng của quân mã. Ta xét hai tập con các ô trên bàn cờ, {\displaystyle A_{1}} và {\displaystyle B_{1}}, {\displaystyle A_{1}} gồm các ô thuộc nửa màu đen và {\displaystyle B_{1}} gồm các ô màu trắng. Theo quy tắc cờ vua quân mã luôn di chuyến liên tiếp giữa hai tập các ô đen và tập các ô trắng và ngược lại ({\displaystyle A_{1}} và {\displaystyle B_{1}}).
.

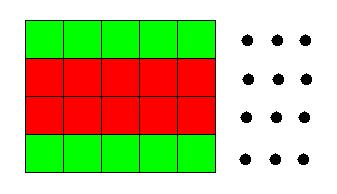
Con mã phải đi xen kẽ giữa màu xanh và màu đỏ.

Ta lại xét hình minh họa bên phải. Ta định nghĩa {\displaystyle A_{2}} là tập các ô màu xanh lá cây và {\displaystyle B_{2}} là tập các ô màu đỏ trên hình vẽ. Các tập này có số ô bằng nhau. Chú y rằng từ một ô trong {\displaystyle A_{2}} quân mã chỉ có thể nhảy sang một ô trong {\displaystyle B_{2}}. Ngoài ra, vì quân mã phải đi qua tất cả các ô, nên ngược lại khi quân mã đứng ở một ô trong {\displaystyle B_{2}} ở bước tiếp theo nó phải nhảy về một ô thuộc {\displaystyle A_{2}} (nếu không như vậy số thì trên hành trình kín ấy quân mã phải có hai ô liên tiếp trong {\displaystyle A_{2}} điều đó không xảy ra).
Ta sẽ tìm thấy mâu thuẫn trong lập luận sau đây.
Vì có một hành trình đóng của quân mã, nên có thể chọn bất kỳ ô nào làm ô thứ nhất của hành trình 
1. Chọn ô thứ nhất thuộc tập {\displaystyle A_{1}\cap A_{2}}.
2. Khi đó ô thứ hai phải thuộc {\displaystyle B_{1}\cap B_{2}}.
3. Ô thứ ba thuộc tập {\displaystyle A_{1}\cap A_{2}}.
4. Ô thứ tư thuộc tập {\displaystyle B_{1}\cap B_{2}}.

Như thế hành trình này không chưa các ô thuộc {\displaystyle A_{1}\cap B_{2}} và {\displaystyle B_{1}\cap A_{2}} do đó không thể chứa tất cả các ô trên bàn cờ..

### Điều kiện 3
Điều kiện 3 được chứng minh cho từng trường hợp.
Tuy nhiên, chúng vẫn có thể có lời giải với hành trình mở.
Chẳng hạn với bàn cờ 3 x 4 ta có 4 hành trình mở sau:

## Hai lời giải với bàn cờ 8 x 8

Hai trong số nhiều hành trình đóng trên bàn cờ 8 x 8.